# Потискум
Потискум (англ. Potiskum) — город и район местного управления на северо-востоке Нигерии, на территории штата Йобе.

## История
3 мая 2012 года в городе произошёл теракт. Боевики забросали посетителей и торговцев городского рынка самодельными взрывными устройствами. В результате погибло 34 человека.

## Географическое положение
Город находится в юго-западной части штата, вблизи административной границы со штатом Баучи, к северу от реки Гонгола (правый приток реки Бенуэ). Абсолютная высота — 473 метра над уровнем моря.
Потискум расположен на расстоянии приблизительно 92 километров к западу от Даматуру, административного центра штата и на расстоянии 485 километров к северо-востоку от Абуджи, столицы страны.

## Население
Согласно оценочным данным 2012 года численность населения Потискума составляла 182 754 человек.

## Транспорт
Через город проходит автомагистраль A3. Ближайший аэропорт расположен в городе Баджога.